# ماري بيلكي بيترسن
ماري بيلكي بيترسن (بالإنجليزية: Marie Bjelke Petersen)‏ (23 ديسمبر 1874، كوبنهاغن في الدنمارك - 11 أكتوبر 1969، هوبارت في أستراليا)؛ روائية دنماركية.